# Gifflenga
Gifflenga es una localidad y comune italiana de la provincia de Biella, región de Piamonte, con 111 habitantes.

## Evolución demográfica
| Gráfica de evolución demográfica de Gifflenga entre 1861 y 2001 |
|                                                                 |
| Fuente ISTAT - elaboración gráfica de Wikipedia                 |